# Скотсблафф (Небраска)
Скотсблафф (англ. Scottsbluff) — місто (англ. city) в США, в окрузі Скоттс-Блафф штату Небраска. Населення — 14 436 осіб (2020).

## Географія
Скотсблафф розташований за координатами 41°52′2″ пн. ш. 103°39′43″ зх. д. / 41.86722° пн. ш. 103.66194° зх. д. (41.867089, -103.662024).  За даними Бюро перепису населення США в 2010 році місто мало площу 16,21 км², з яких 16,10 км² — суходіл та 0,12 км² — водойми.

### Клімат
| Клімат : Скотсблафф     | Клімат : Скотсблафф | Клімат : Скотсблафф | Клімат : Скотсблафф | Клімат : Скотсблафф | Клімат : Скотсблафф | Клімат : Скотсблафф | Клімат : Скотсблафф | Клімат : Скотсблафф | Клімат : Скотсблафф | Клімат : Скотсблафф | Клімат : Скотсблафф | Клімат : Скотсблафф | Клімат : Скотсблафф |
| Показник                | Січ.                | Лют.                | Бер.                | Квіт.               | Трав.               | Черв.               | Лип.                | Серп.               | Вер.                | Жовт.               | Лист.               | Груд.               | Рік                 |
| Абсолютний максимум, °C | 23,3                | 25,0                | 30,6                | 33,9                | 39,4                | 41,1                | 43,3                | 41,1                | 38,9                | 33,9                | 26,7                | 25,0                | 43,3                |
| Середній максимум, °C   | 4,9                 | 6,9                 | 11,5                | 16,3                | 22,0                | 27,8                | 32,1                | 30,9                | 25,5                | 17,8                | 10,1                | 4,2                 | 17,6                |
| Середній мінімум, °C    | −10,2               | −8,7                | −4,6                | −0,1                | 6,1                 | 11,3                | 14,6                | 13,4                | 7,4                 | 0,5                 | −5,8                | −10,8               | 1,2                 |
| Абсолютний мінімум, °C  | −36,1               | −42,8               | −32,8               | −22,2               | −11,1               | −1,1                | 1,7                 | −1,1                | −10                 | −21,1               | −29,4               | −41,1               | −42,8               |
| Норма опадів, мм        | 10                  | 15                  | 25                  | 46                  | 63                  | 72                  | 46                  | 33                  | 30                  | 29                  | 17                  | 13                  | 401                 |
| Днів з опадами          | 4,6                 | 5,3                 | 6,8                 | 8,9                 | 11,4                | 10,8                | 7,8                 | 7,3                 | 7,2                 | 6,5                 | 5,2                 | 5,4                 | 87,2                |
| Днів зі снігом          | 4,4                 | 4,4                 | 4,7                 | 2,9                 | 0,3                 | 0                   | 0                   | 0                   | 0,3                 | 1,5                 | 3,6                 | 4,9                 | 27,0                |
| ----------------------- | ------------------- | ------------------- | ------------------- | ------------------- | ------------------- | ------------------- | ------------------- | ------------------- | ------------------- | ------------------- | ------------------- | ------------------- | ------------------- |
| Джерело: NOAA           |                     |                     |                     |                     |                     |                     |                     |                     |                     |                     |                     |                     |                     |

## Демографія

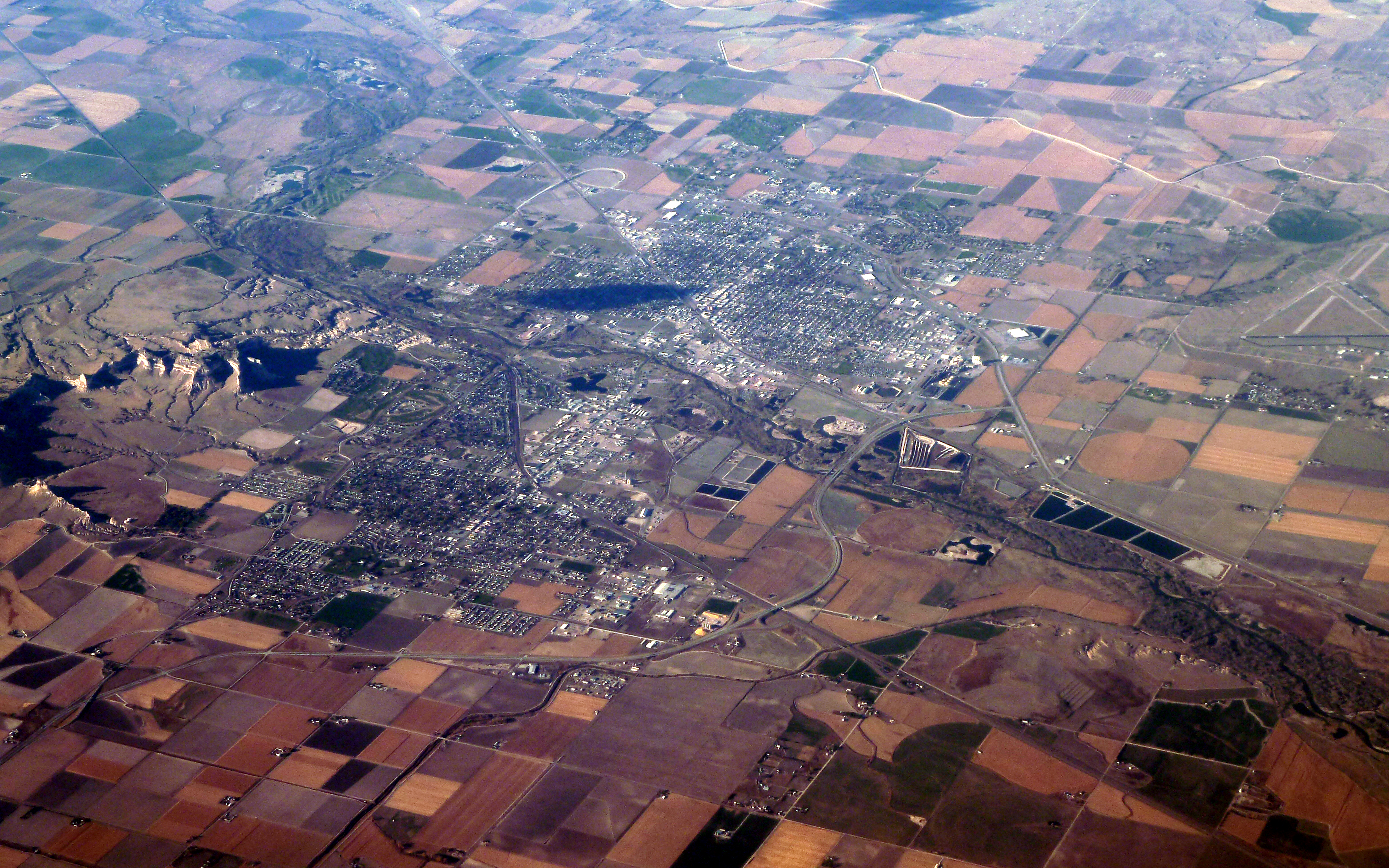
Аерофотознімок міста

Згідно з переписом 2010 року, у місті мешкало 15 039 осіб у 6168 домогосподарствах у складі 3672 родин. Густота населення становила 928 осіб/км².  Було 6712 помешкання (414/км²).
Расовий склад населення:
| - 83,0 % — білих - 3,4 % — корінних американців - 0,8 % — чорних або афроамериканців - 0,8 % — азіатів - 9,8 % — осіб інших рас |

До двох чи більше рас належало 2,2 %. Частка іспаномовних становила 29,1 % від усіх жителів.
За віковим діапазоном населення розподілялося таким чином: 24,9 % — особи молодші 18 років, 58,4 % — особи у віці 18—64 років, 16,7 % — особи у віці 65 років та старші. Медіана віку мешканця становила 36,0 року. На 100 осіб жіночої статі у місті припадало 90,7 чоловіків;  на 100 жінок у віці від 18 років та старших — 87,1 чоловіків також старших 18 років.
Середній дохід на одне домашнє господарство  становив 50 065 доларів США (медіана — 37 572), а середній дохід на одну сім'ю — 61 335 доларів (медіана — 47 766). Медіана доходів становила 36 126 доларів для чоловіків та 26 702 долари для жінок. За межею бідності перебувало 20,7 % осіб, у тому числі 35,4 % дітей у віці до 18 років та 8,3 % осіб у віці 65 років та старших.
Цивільне працевлаштоване населення становило 6896 осіб. Основні галузі зайнятості: освіта, охорона здоров'я та соціальна допомога — 24,4 %, роздрібна торгівля — 14,4 %, мистецтво, розваги та відпочинок — 9,4 %, виробництво — 9,3 %.